# Козлово (Себежский район)
Козлово — деревня в Себежском районе Псковской области России. Входит в состав городского поселения Идрица.

## География
Находится на юго-западе региона, в  центральной части  района, в лесной местности у реки Тёмный Рог.
Уличная сеть не развита.

## История
В  1802—1924 годах земли поселения, состоящее из селений Новое Козлово и Старое Козлово, входили в Себежский уезд Витебской губернии.
В 1941—1944 гг. местность находилась под фашистской оккупацией войсками Гитлеровской Германии.
До 1995 года деревня входила в Мостищенский сельсовет.  Постановлением Псковского областного Собрания депутатов от 26 января 1995 года все сельсоветы в Псковской области были переименованы в волости и деревня стала частью Мостищенской волости.
В 2015 году Мостищенская волость, вместе с Козлово и другими населёнными пунктами, была влита в состав городского поселения Идрица.

## Население
| 2001 | 2002 | 2010 |
| ---- | ---- | ---- |
| 21   | ↗27  | ↘17  |

Согласно результатам переписи 2002 года, в национальной структуре населения русские составляли 89 % от общей численности в 27  чел..

## Инфраструктура
Личное подсобное хозяйство .

## Транспорт
Стоит на автодороге регионального значения «Толкачево — Себеж — Заситино»(идентификационный номер 58 ОП РЗ 58К-563). Остановка общественного транспорта «Козлово». На сентябрь 2020 ходит автобусный маршрут 808 из города Себеж.